# Juwensley Onstein
Juwensley Onstein (Arnhem, 7 oktober 2007) is een Nederlands voetballer met Surinaamse roots die sinds 2023 onder contract staat van KRC Genk.

## Clubcarrière
Onstein ruilde in 2018 de jeugdopleiding van ESA Rijkerswoerd voor die van SBV Vitesse. Een jaar later werd hij er al weggeplukt door AFC Ajax. In oktober 2023 ondertekende de pas zestien jaar geworden Onstein een driejarig contract bij de Belgische topclub KRC Genk.
Op 25 februari 2024 maakte Onstein zijn profdebuut in het shirt van Jong Genk, het beloftenelftal van Genk in Eerste klasse B: in het 1-1-gelijkspel tegen Lommel SK liet trainer Jelle Coen hem in de blessuretijd invallen voor Josue Kongolo. Vijf dagen later mocht hij tegen Club NXT voor het eerst starten in Eerste klasse B.

## Clubstatistieken
| Seizoen         | Club            | Land            | Competitie      | Competitie | Competitie | Beker | Beker | Supercup | Supercup | Europees | Europees | Totaal | Totaal |
| Seizoen         | Club            | Land            | Competitie      | Wed.       | Dlp.       | Wed.  | Dlp.  | Wed.     | Dlp.     | Wed.     | Dlp.     | Wed.   | Dlp.   |
| --------------- | --------------- | --------------- | --------------- | ---------- | ---------- | ----- | ----- | -------- | -------- | -------- | -------- | ------ | ------ |
| 2023/24         | Jong Genk       | Vlag van België | Eerste klasse B | 4          | 0          | —     | —     | —        | —        | —        | —        | 4      | 0      |
| 2024/25         | Jong Genk       | Vlag van België | Eerste klasse B | 16         | 0          | —     | —     | —        | —        | —        | —        | 16     | 0      |
| Carrière totaal | Carrière totaal | Carrière totaal | Carrière totaal | 20         | 0          | 0     | 0     | 0        | 0        | 0        | 0        | 20     | 0      |

Bijgewerkt op 25 mei 2025.
15 Claes  ·
50 Youndje ·
51 Brughmans ·
52 Da Costa ·
54 Onstein ·
55 Yoshinaga · 
56 De Wannemacker ·
57 Murenzi ·
58 Wamu · 
59 Mirisola ·
60 Lazar ·
61 Van Ingelgom ·
62 Cauwel ·
63 Wasinski ·
65 Akpan ·
66 Bafdili ·
68 Rabhi ·
71 Stevens ·
72 Barry ·
73 Mbavu ·
74 Nuozzi ·
75 Caicedo ·
76 Driessen ·
78 Lukanic ·
79 Nzoko ·
80 Touré ·
81 Boets ·
82 Vliegen ·
84 Sarfo ·
86 Haroun · 
87 Yasuda ·
89 Kim ·
Coach: Van Rumst